# Thorben Marx
Thorben Marx (ur. 1 czerwca 1981 w Berlinie) – niemiecki piłkarz występujący na pozycji pomocnika. 

## Kariera sportowa
Jest wychowankiem Herthy BSC, dla której rozegrał 79 ligowych meczów i zdobył 6 bramek. Do Arminii trafił w 2006 roku, rozegrał dla niej 77 meczów i zdobył 2 bramki. Od czerwca 2009 grał w Borussii Mönchengladbach. W 2015 roku zakończył karierę.